# Oligotricha kawamurai
Oligotricha kawamurai är en nattsländeart som först beskrevs av Iwata 1927.  Oligotricha kawamurai ingår i släktet Oligotricha och familjen broknattsländor. Inga underarter finns listade i Catalogue of Life.